# Beton Combo
Die Beton Combo (auch: Betoncombo) war eine deutsche Punkband aus dem Umfeld des Clubs SO36 in West-Berlin.

## Bandgeschichte
Gegründet wurde die Band 1978 als DC-10 in einem Jugendclub einer Oberschule in Gropiusstadt. Ihr erstes Konzert als Beton Combo spielten sie 1979 im Drugstore und spielten danach beim „Antifaschistischen Festival“ in der Mensa der Technischen Universität Berlin.
Der Sänger Heske engagierte sich damals zusammen mit Karl-Ulrich Walterbach bei der Organisation des KZ36. Walterbach startete kurz darauf mit AGR eines der größten Punk-Labels Deutschlands und brachte mit Perfektion ist die Sache der Götter die einzige LP der Beton Combo heraus. Es folgten einige EPs und Samplerbeiträge, bevor sich die Gruppe 1985 auflöste. In diesem Jahr starb Gitarrist Roger bei einem Motorradunfall.
1994 erschien auf dem Label Nasty Vinyl eine Kompilation mit dem Titel Gute Zeiten – Schlechte Zeiten.

## Bedeutung
Beton Combo war zur Zeit ihres Bestehens eine der bekanntesten Politpunk-Bands aus Berlin. In der sich auseinander entwickelnden Punkszene der frühen 1980er war sie zusammen mit Slime, Toxoplasma, Hass und Daily Terror einer der wichtigsten Vertreter des politischen rockigen Punk gegenüber den differenzierten, aber auch als inhaltlich beliebiger angesehenen Art-Punk-Bands.
Nazis raus!, der bekannteste Song der Band, wurde später unter anderem von Slime und Volxsturm gecovert und erschien 1991 als Titelstück einer Compilation des Labels Weird System, die wichtige Songs der Punkszene gegen Neofaschisten zusammenstellte.

## Diskografie
- Album Perfektion ist Sache der Götter (1981), Aggressive Rockproduktion
- EP Sound Limited EP (auch „High On War EP“) (1983), Sound Ltd.
- Mini-LP 23 Skidoo (1984), Sasquatch Records
- CD Gute Zeiten – Schlechte Zeiten (1994) (Wiederveröffentlichung alten Materials bei Nasty Vinyl)